# 北郷知久
北郷 知久（ほんごう ともひさ）は、室町時代の日向の武将。 北郷氏4代当主。2代当主北郷義久の五男。
長兄と次兄は出家し、三兄で3代当主である久秀および四兄忠通が三股（現在の宮崎県北諸県郡三股町）梶山城の戦いで討死したため、幼時から仏門に入っていた知久は父の意向で還俗・元服、姪で忠通の娘を娶（）り4代当主となった。宗家の島津氏7代当主島津元久が烏帽子親となった。
応永16年（1409年）、島津氏宿願の薩摩、大隅、日向3国の守護となった元久は翌年、4代将軍足利義持に御礼言上のため上洛し、緞子（）、毛氈（）、虎皮、麝香（）、南洋産砂糖、南蛮酒、銭3000貫、染付けの皿、青磁の壺などを献上した。島津氏一族の知久や樺山教宗および野辺氏、北原氏、肝付氏などの国人が随従し、知久は中務少輔、教宗は安芸守の官名を受けた。元久の京都滞在は約1年に及んだ。
応永18年（1411年）、元久の死後に元久の甥である伊集院煕久と元久の弟である久豊の間で島津氏の家督を巡る争いが生じた。知久は久豊方として久豊の島津氏宗家相続に尽力した。
応永20年（1413年）、島津氏と伊東氏が日向曽井城（現在の宮崎県宮崎市恒久）で戦った際、島津方として樺山教宗と共に出陣したが、伊東祐安・祐立父子に敗れ高城へ引き上げた。